# Dubník (národní přírodní rezervace)
Dubník je národní přírodní rezervace v katastrálních územích obcí Dvorníky v okrese Hlohovec a Pusté Sady a Vinohrady nad Váhom v okrese Galanta v Trnavském kraji na Slovensku. Území bylo vyhlášeno v roce 1954 a jeho rozloha je 165,19 hektaru. Předmětem ochrany je zbytek přirozeného lesního společenstva, které se vyvinulo na černozemi na spraších. Na okraji rezervace rostou staré duby, v nichž hnízdí výreček malý (Otus scops).